# Старигін Павло Іванович
Павло́ Іва́нович Стари́гін (1897 , Яранський повітd, Вятська губернія  — 20 травня 1973 , Київ ) — український радянський партійний діяч, 1-й секретар Миколаївського обкому КП(б)У, міністр м'ясної і молочної промисловості УРСР. Член ЦК КП(б)У в червні 1938 — травні 1940 року. Депутат Верховної Ради УРСР 1–2-го скликань.

## Біографія
Народився 1897 року в родині селянина-бідняка в селі Великий Пакшик, нині не існує, Яранський район, Кіровська область, Росія. У 1909 році закінчив сільську школу в селі Сердеж Яранського повіту. У травні 1909 — травні 1917 року — селянин у господарстві батька у рідному селі.
У травні 1917 — лютому 1918 року — рядовий 12-го стрілецького полку 3-ї стрілецької дивізії російської армії. У лютому — жовтні 1918 року — знову селянин у господарстві батька, також працював секретарем сільської ради та у комітеті бідноти села Большой Пакшик Яранського повіту.
У жовтні 1918 — квітні 1919 року — червоноармієць 3-го запасного батальйону. У квітні — вересні 1919 року — командир відділення Симбірського вартового батальйону. У вересні 1919 — травні 1920 року — помічник командира взводу Московського вартового полку. У травні — вересні 1920 року — помічник командира взводу 254-го стрілецького полку 85-ї окремої стрілецької бригади. У вересні — грудні 1920 року — у команді одужуючих після поранень в Москві та В'ятці. У грудні 1920 — січні 1922 року — курсант полкової школи, політичний керівник 456-го стрілецького полку 51-ї стрілецької дивізії.
Член РКП(б) з липня 1921 року.
У січні — липні 1922 року — відповідальний партійний організатор штабу 152-ї стрілецької бригади 51-ї стрілецької дивізії. У липні 1922 — квітні 1923 року — політичний керівник роти 152-го стрілецького полку 51-ї стрілецької дивізії. У квітні — жовтні 1923 року — слухач Харківської військової повторної школи керівного складу.
У жовтні 1923 — квітні 1926 року — політичний керівник роти 88-го і 89-го стрілецьких полків 30-ї стрілецької дивізії. У квітні 1926 — квітні 1928 року — військовий комісар окремої саперної роти 30-ї стрілецької дивізії. У квітні 1928 — грудні 1930 року — відповідальний секретар партійного бюро 30-го артилерійського полку 30-ї стрілецької дивізії. У грудні 1930 — січні 1933 року — помічник військового комісара 7-го корпусного артилерійського полку.
У січні 1933 — січні 1935 року — начальник політичного відділу Казанківської машинно-тракторної станції (МТС) села Казанки Дніпропетровської області.
У січні 1935 — жовтні 1937 року — 1-й секретар Казанківського районного комітету КП(б)У Дніпропетровської області.
У жовтні 1937 — лютому 1938 року — завідувач відділу керівних партійних органів Організаційного бюро ЦК КП(б)У по Миколаївській області.
У лютому — 29 квітня 1938 року — 3-й секретар Миколаївського обласного комітету КП(б)У.
29 квітня 1938 — лютий 1939 року — 1-й секретар Миколаївського обласного та міського комітетів КП(б)У.
4 травня 1939 — 31 січня 1949 року — народний комісар (міністр) м'ясної і молочної промисловості Української РСР. У лютому 1949 — травні (оф. липні) 1950 року — 1-й заступник міністра м'ясної і молочної промисловості Української РСР.
У серпні 1950 — травні 1953 року — керуючий контори Головного управління «Головхудобвідгодівля» Міністерства м'ясної і молочної промисловості СРСР.
З червня 1953 року — старший інспектор, керуючий тресту «Укрм'ясоторг».
Потім — на пенсії. Помер 20 травня 1973 року в місті Києві.

## Нагороди
- два ордени Трудового Червоного Прапора (7.02.1939, 23.01.1948)
- орден «Знак Пошани» (23.01.1944)
- ордени
- медаль «За перемогу над Німеччиною у Великій Вітчизняній війні 1941—1945 рр.»
- медаль «20 років перемоги у Великій Вітчизняній війні 1941—1945 рр.» (1965)
- медаль «За добесну працю. В ознаменування 100-річчя з дня народження Володимира Ілліча Леніна» (1970)
- медалі